# William Maclay

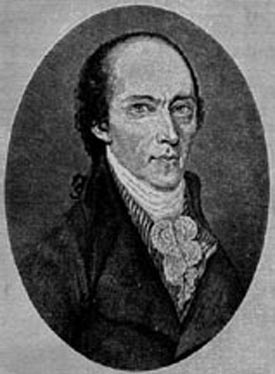
William Maclay

William Maclay, född 20 juli 1737 i New Garden, Chester County, Pennsylvania, död 16 april 1804 i Harrisburg, var en amerikansk politiker. Han var ledamot av USA:s kongress i den första kongressen. Han representerade Pennsylvania i USA:s senat från 4 mars 1789 till 3 mars 1791.
Maclay studerade juridik och inledde 1760 sin karriär som advokat. Familjen Penn anställde sedan honom som lantmätare. Han deltog i amerikanska revolutionskriget.
Maclay och Robert Morris valdes till de två första senatorerna för Pennsylvania. Det avgjordes genom lottning att Maclay fick en tvåårig mandatperiod och Morris en sexårig.
Maclays grav finns på Old Paxtang Church Cemetery i Harrisburg. Hans bror Samuel Maclay var senator 1803–1809.